# Eduardo Grau
Eduardo Grau (Barcelona, 1919 – Adrogué, Argentina, 4 de enero de 2006), fue un músico nacido en Barcelona, cuya familia emigró a la Argentina desde 1923, donde realizó una tarea artística, creativa y pedagógica.

## Biografía
Eduardo Grau solo tenía 8 años cuando su familia emigró a Argentina, donde tuvo la suerte de conocer a Manuel de Falla, al que muy joven envío unas de sus composiciones y por el cual fue invitado a ser visitado cuando el gran compositor español residía en la provincia de Córdoba de este país.

## Trayectoria
Realizó sus estudios musicales en Buenos Aires y posteriormente fue asesorado en composición por Manuel de Falla, en instrumentación y orquestación por Jaime Pahissa y en musicología por Erwin Leuchter. 
En 1948 se estableció en la provincia de Mendoza, donde su labor abarcó mayormente el campo de la musicología y la enseñanza. En esta ciudad, en la que trabajó en diferentes instituciones, terminaría siendo profesor titular y director de su Escuela Superior de Música.
Compuso más de 200 obras abarcando todos los géneros musicales plasmando una estética propia.
Su producción se conserva en el Instituto de Investigación Musicológica Carlos Vega de la Universidad Católica Argentina.

## Publicaciones (selección)
- Treinta compositores del cancionero español,[6] selección y adaptación de obras del cancionero español